# قائمة قرارات مجلس الأمن التابع للأمم المتحدة لعام 1947
تتضمن قائمة قرارات مجلس الأمن التابع للأمم المتحدة لعام 1947 جميع القرارات الصادرة عن مجلس الأمن التابع للأمم المتحدة خلال العام 1947.

## القائمة
| رقم القرار | الرمز           | نص القرار                         | موضوع القرار                           |
| ---------- | --------------- | --------------------------------- | -------------------------------------- |
| 16         | S/RES/16 (1947) | نص الوثيقة على موقع الأمم المتحدة | مقاطعة ترييستي المستقلة                |
| 17         | S/RES/17 (1947) | نص الوثيقة على موقع الأمم المتحدة | المسألة اليونانية                      |
| 18         | S/RES/18 (1947) | نص الوثيقة على موقع الأمم المتحدة | التظيم والحد من الأسلحة                |
| 19         | S/RES/19 (1947) | نص الوثيقة على موقع الأمم المتحدة | حادثة قناة كورفو                       |
| 20         | S/RES/20 (1947) | نص الوثيقة على موقع الأمم المتحدة | الطاقة الذرية: الرقابة الدولية         |
| 21         | S/RES/21 (1947) | نص الوثيقة على موقع الأمم المتحدة | وصاية المناطق الاستراتيجية             |
| 22         | S/RES/22 (1947) | نص الوثيقة على موقع الأمم المتحدة | حادثة قناة كورفو                       |
| 23         | S/RES/23 (1947) | نص الوثيقة على موقع الأمم المتحدة | المسألة اليونانية                      |
| 24         | S/RES/24 (1947) | نص الوثيقة على موقع الأمم المتحدة | قبول أعضاء جدد في الأمم المتحدة: المجر |
| 25         | S/RES/25 (1947) | نص الوثيقة على موقع الأمم المتحدة | قبول أعضاء جدد في الأمم المتحدة        |
| 26         | S/RES/26 (1947) | نص الوثيقة على موقع الأمم المتحدة | النظام الداخلي المؤقت لمجلس الأمن      |
| 27         | S/RES/27 (1947) | نص الوثيقة على موقع الأمم المتحدة | المسألة الإندونيسية                    |
| 28         | S/RES/28 (1947) | نص الوثيقة على موقع الأمم المتحدة | المسألة اليونانية                      |
| 29         | S/RES/29 (1947) | نص الوثيقة على موقع الأمم المتحدة | قبول أعضاء جدد في الأمم المتحدة        |
| 30         | S/RES/30 (1947) | نص الوثيقة على موقع الأمم المتحدة | المسألة الإندونيسية                    |
| 31         | S/RES/31 (1947) | نص الوثيقة على موقع الأمم المتحدة | المسألة الإندونيسية                    |
| 32         | S/RES/32 (1947) | نص الوثيقة على موقع الأمم المتحدة | المسألة الإندونيسية                    |
| 33         | S/RES/33 (1947) | نص الوثيقة على موقع الأمم المتحدة | إجراءات مجلس الأمن                     |
| 34         | S/RES/34 (1947) | نص الوثيقة على موقع الأمم المتحدة | المسألة اليونانية                      |
| 35         | S/RES/35 (1947) | نص الوثيقة على موقع الأمم المتحدة | المسألة الإندونيسية                    |
| 36         | S/RES/36 (1947) | نص الوثيقة على موقع الأمم المتحدة | المسألة الإندونيسية                    |
| 37         | S/RES/37 (1947) | نص الوثيقة على موقع الأمم المتحدة | إجراءات مجلس الأمن                     |

## المرجع
1. ↑  "Security Council Resolutions" (بالإنجليزية). الأمم المتحدة. Archived from the original on 2018-11-29. Retrieved 22 شباط / فبراير 2017. {{استشهاد ويب}}: تحقق من التاريخ في: |تاريخ الوصول= (help)